# Рандолф (окръг, Илинойс)
Окръг Рандолф (на английски: Randolph County) е окръг в щата Илинойс, Съединени американски щати. Площта му е 1546 km², а населението - 33 893 души (2000). Административен център е град Честър.